# Brasura peditata
Brasura peditata är en insektsart som beskrevs av Nielson 1991. Brasura peditata ingår i släktet Brasura och familjen dvärgstritar. Inga underarter finns listade i Catalogue of Life.